# Andersonstown

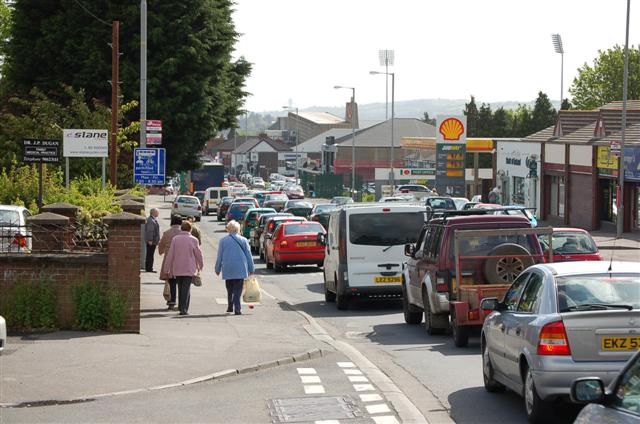
Andersonstown Road i Andersonstown.

Andersonstown är en förort i Belfast. Förorten bebos av en majoritet av republikaner/katoliker.  Förorten finns i slutet av Falls Road några kilometer från stadskärnan. Under Kravallerna i Nordirland 1969 flydde många katoliker från närliggande Falls Road till Andersonstown då boende i Shankill Road ofta attackerade Falls Road. 